# Історія Кам'янця-Подільського (1362—1434)
Кам'яне́ць-Поді́льський у 1362—1434 рока́х — перший період в історії міста Кам'янець-Подільський, висвітлення якого базується на письмових документах. Характеризується переходом міста від підпорядкування Золотій Орді до підпорядкування Великому князівству Литовському (ВКЛ), боротьбою між ВКЛ та Короною Польською за Кам'янець і Поділля, центром якого він став. За початок період взято 1362 рік, коли відбулася Синьоводська битва, в якій литовське військо під керівництвом Ольгерда здобуло перемогу над ординськими зверхниками Подільської землі. Завершенням періоду взято 1434 рік, коли Кам'янець остаточно перейшов під владу польського короля і його наділили функціями головного міста Подільського воєводства, Кам'янецького повіту та однойменного староства.